# Lauralee Bowie
Lauralee Bowie (* 16. November 1959 in Calgary, Alberta) ist eine ehemalige kanadische Freestyle-Skierin. Sie startete in allen Disziplinen und hatte ihre Stärken im Aerials (Springen). 1980 gewann sie die Aerials-Disziplinenwertung und zwei Springen im Weltcup.

## Biografie
Lauralee Bowie wuchs mit drei älteren Brüdern und einer Schwester in Alberta auf. Ihr Vater besaß einen Golfplatz, wodurch sie diesen Sport früh erlernte.
Mit dem Skifahren begann sie im Wintersportgebiet Happy Valley, von ihren Brüdern Rick und Darryl inspiriert, widmete sie sich dem Freestyle-Skiing.
Am 7. Januar 1980 startete Bowie in den Pocono Mountains erstmals im neu lancierten Freestyle-Skiing-Weltcup. Vier Tage später erreichte sie als Dritte im Springen und Zweite der Kombination ihre ersten beiden Podestplätze. Im März konnte sie bei den Aerials-Austragungen am Oberjoch und in Whistler ihre einzigen Weltcupsiege feiern. Nach fünf Wettkämpfen, in denen sie nie schlechter als Vierte war, entschied sie die Disziplinenwertung für sich. Im Gesamtweltcup musste sie sich als Zweite nur ihrer Teamkollegin Stephanie Sloan geschlagen geben. In der Kombinationswertung belegte sie nach insgesamt drei Podestplätzen Rang drei. Im zweiten Weltcup-Winter bestritt sie nur ausgewählte Wettkämpfe, konnte sich dabei aber nicht mehr im absoluten Spitzenfeld klassieren.
Im Anschluss an ihre aktive Laufbahn war die dreifache kanadische Meisterin zunächst Marketing-Direktorin in Nakiska. 1985 gründete sie Lauralee Bowie Ski Adventures und bot anfangs vor allem in Alberta und British Columbia Skikurse für Frauen an. Sie lebt in Vancouver.

## Erfolge

### Weltcupwertungen
| Saison | Gesamt | Gesamt | Aerials | Aerials | Moguls | Moguls | Ballett | Ballett | Kombination | Kombination |
| Saison | Platz  | Punkte | Platz   | Punkte  | Platz  | Punkte | Platz   | Punkte  | Platz       | Punkte      |
| ------ | ------ | ------ | ------- | ------- | ------ | ------ | ------- | ------- | ----------- | ----------- |
| 1980   | 2.     | 58     | 1.      | 29      | 12.    | 6      | 7.      | 10      | 3.          | 13          |
| 1981   | 20.    | 8      | 13.     | 2       | –      | –      | 12.     | 6       | –           | –           |

### Weltcupsiege
Bowie errang im Weltcup 7 Podestplätze, davon 2 Siege:
| Datum         | Ort      | Land        | Disziplin |
| ------------- | -------- | ----------- | --------- |
| 2. März 1980  | Oberjoch | Deutschland | Aerials   |
| 30. März 1980 | Whistler | Kanada      | Aerials   |

### Weitere Erfolge
- 3 kanadische Meistertitel[3]